# Goednes abnormalis
Goednes abnormalis là một loài bướm đêm trong họ Noctuidae.